# Polimiosite

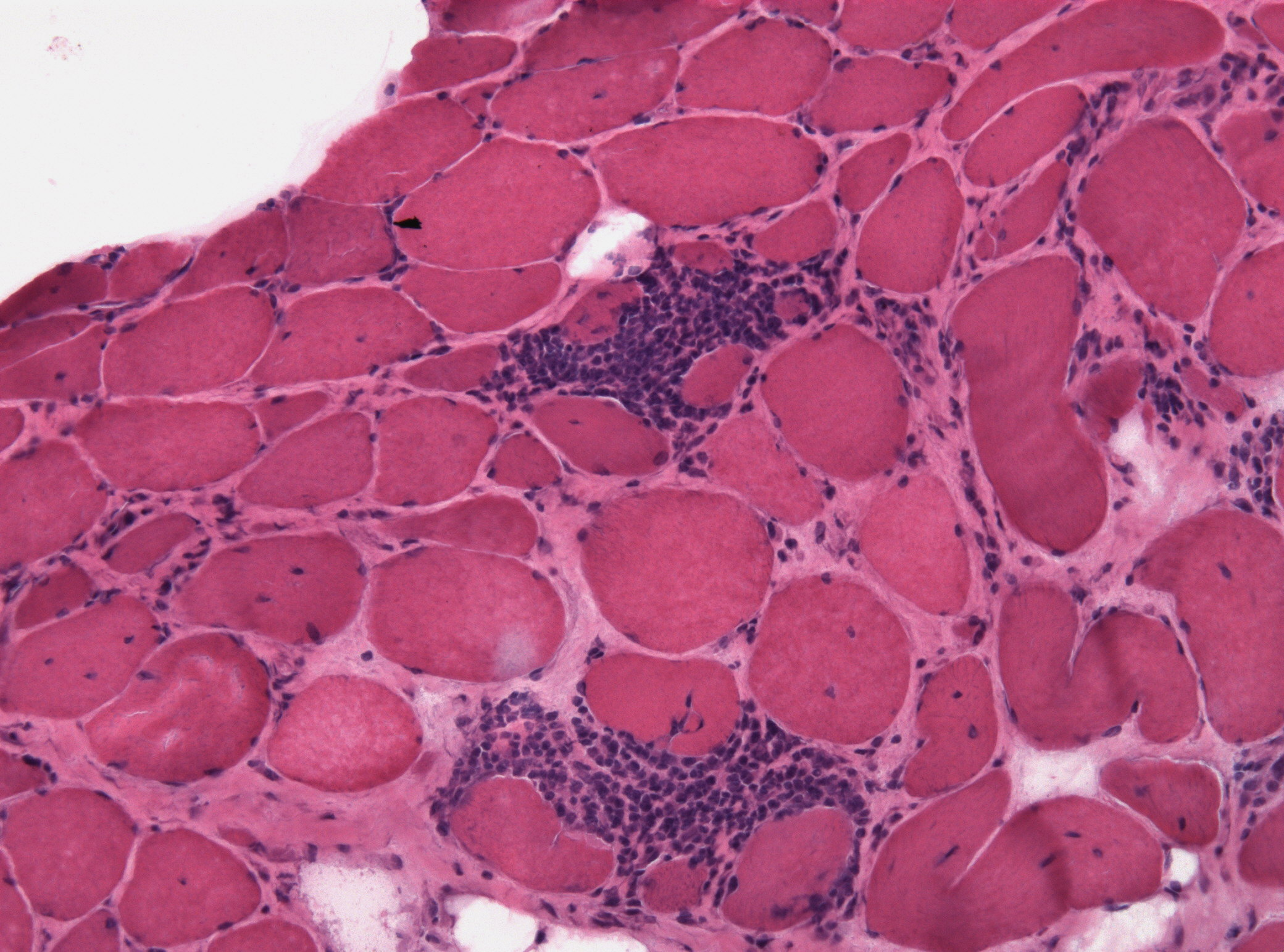
Immagine di una biopsia che mostra evidenze di polimiosite come spazi vuoti intercellulari e accumuli di proteine che formano i filamenti più scuri.

Per polimiosite, in campo medico, si intende una rara forma di miopatia infiammatoria, ovvero un'alterazione patologica e degenerativa dei muscoli. Viene spesso associata alla dermatomiosite, che ne rappresenta un sottotipo con associate manifestazioni cutanee caratteristiche.

## Epidemiologia
Le polimiositi e dermatomiositi hanno una prevalenza stimata di 7 casi su 100 000 abitanti, con maggiore diffusione nel sesso femminile. L'età di maggiore incidenza dipende dal tipo: la si riscontra sia in tenera età (dai 5 ai 15 anni), ma anche in soggetti più anziani nel quarto e sesto decennio di età.

## Eziologia
Le cause precise sono ad oggi sconosciute, per cui la polimiosite è considerata una condizione idiopatica, nella quale possono svolgere un ruolo importante virus, reazioni autoimmuni o patologie tumorali.

## Sintomatologia
Si manifestano sintomi muscolari progressivi nell'arco di mesi, con debolezza, mialgie, fibrosi e atrofia, comparsa di edema e dolore diffuso, in particolare ai muscoli prossimali (cingolo scapolare e pelvico).
Può essere una patologia isolata o associarsi ad altre connettiviti, come LES, sindrome di Sjögren o sindrome da anticorpi anti-fosfolipidi.
La positività degli anticorpi anti-Jo1 richiede l'esclusione di fibrosi polmonare, molto comune in questi pazienti. Sono possibili anche anomalie cardiache, sia muscolari che del sistema di conduzione.

## Diagnosi
Si considera sufficientemente probabile in presenza di clinica caratteristica, dati bioumorali (raddoppio dei livelli di CPK, aumento degli indici di flogosi, positività di anticorpi anti-Jo1 o anti-SRP) e conferma bioptica di infiammazione del muscolo.

## Terapia
Si somministrano corticosteroidi che solitamente risultano sufficienti come trattamento, in casi più gravi metotrexato e la radioterapia. Si riscontrano benefici anche in trattamento con micofenolato mofetile oppure azatioprina.